# Каясты Болгарские
Каясты́ Болга́рские (укр. Каясти Болгарські, крымскотат. Bulğar Qaya Astı, Булгъар Къая Асты) — исчезнувшее село в Белогорском районе Республики Крым, объединённое с селом Подгорное, располагавшееся у юго-восточной окраины села Владимировка.

## История
Впервые в доступных источниках название встречается в «…Памятной книжке Таврической губернии на 1902 год», согласно которой в деревне Коясты Табулдинской волости Симферопольского уезда Таврической губернии, приписанной к волости для счёта, числилось 46 жителей в 9 домохозяйствах. По Статистическому справочнику Таврической губернии. Ч.II-я. Статистический очерк, выпуск шестой Симферопольский уезд, 1915 год, в деревне Болгарские Коясты Табулдинской волости Симферопольского уезда числилось 9 дворов с болгарским населением в количестве 38 человек приписных жителей и 22 — «посторонних», из которых 37 мужчин и 23 женщины. Жители владели 136 десятинами удобной земли. В хозяйствах имелось 30 лошадей, 24 вола, 15 коров и 146 голов мелкого скота.
После установления в Крыму Советской власти, по постановлению Крымревкома от 8 января 1921 года была упразднена волостная система и село включили в состав вновь созданного Сарабузского района Симферопольского уезда, а в 1922 году уезды получили название округов. 11 октября 1923 года, согласно постановлению ВЦИК, в административное деление Крымской АССР были внесены изменения, в результате которых был ликвидирован Сарабузский район и образован Симферопольский и село включили в его состав. Согласно Списку населённых пунктов Крымской АССР по Всесоюзной переписи 17 декабря 1926 года, в селе Каясты (болгарский), Осминского сельсовета Симферопольского района, числилось 19 дворов, из них 18 крестьянских, население составляло 84 человека, из них 42 болгарина, 12 немцев, 26 русских, 4 татар. После образования в 1937 году Зуйского района село включили в его состав.
В 1944 году, после освобождения Крыма от нацистов, согласно постановлению ГКО № 5984сс от 2 июня 1944 года, 27 июня крымские\ болгары были депортированы в Пермскую область и Среднюю Азию. 12 августа 1944 года было принято постановление № ГОКО-6372с «О переселении колхозников в районы Крыма» и в сентябре 1944 года в район приехали первые новоселы (212 семей) из Ростовской, Киевской и Тамбовской областей, а в начале 1950-х годов последовала вторая волна переселенцев из различных областей Украины. С 25 июня 1946 года селение в составе Крымской области РСФСР. Указом Президиума Верховного Совета РСФСР от 18 мая 1948 года, Каясты болгарские объединили с селом Каясты татарские (фактически, село Каясты татарские находилось в километре южнее) и переименовали в Подгорное.